# Tricholoma equestre
Tricholoma equestre  (Carl Linné, 1753 ex Paul Kummer, 1871)  sin. Tricholoma flavovirens (Christian Hendrik Persoon, 1793 ex Cyrus Longworth Lundell, 1942), din încrengătura Basidiomycota, în familia Tricholomataceae și de genul Tricholoma, este o ciupercă foarte gustoasă, dar poate provoca pentru anumite persoane reacții alergice sau, ingerate în porții mari, otrăviri grave până letale. Această specie este numită în popor buretele călărețului. Ea coabitează, fiind un simbiont micoriza, (formează micorize pe rădăcinile arborilor). Buretele se dezvoltă destul de des în regiunile din România, Basarabia și Bucovina de Nord, crescând preferat în păduri de conifere nisipoase sub pini, dar de asemenea în cele foioase pe soluri calcaroase, (o varietate fiind legată de plopii tremurători). Timpul apariției este din (august) septembrie până în noiembrie.

## Descriere

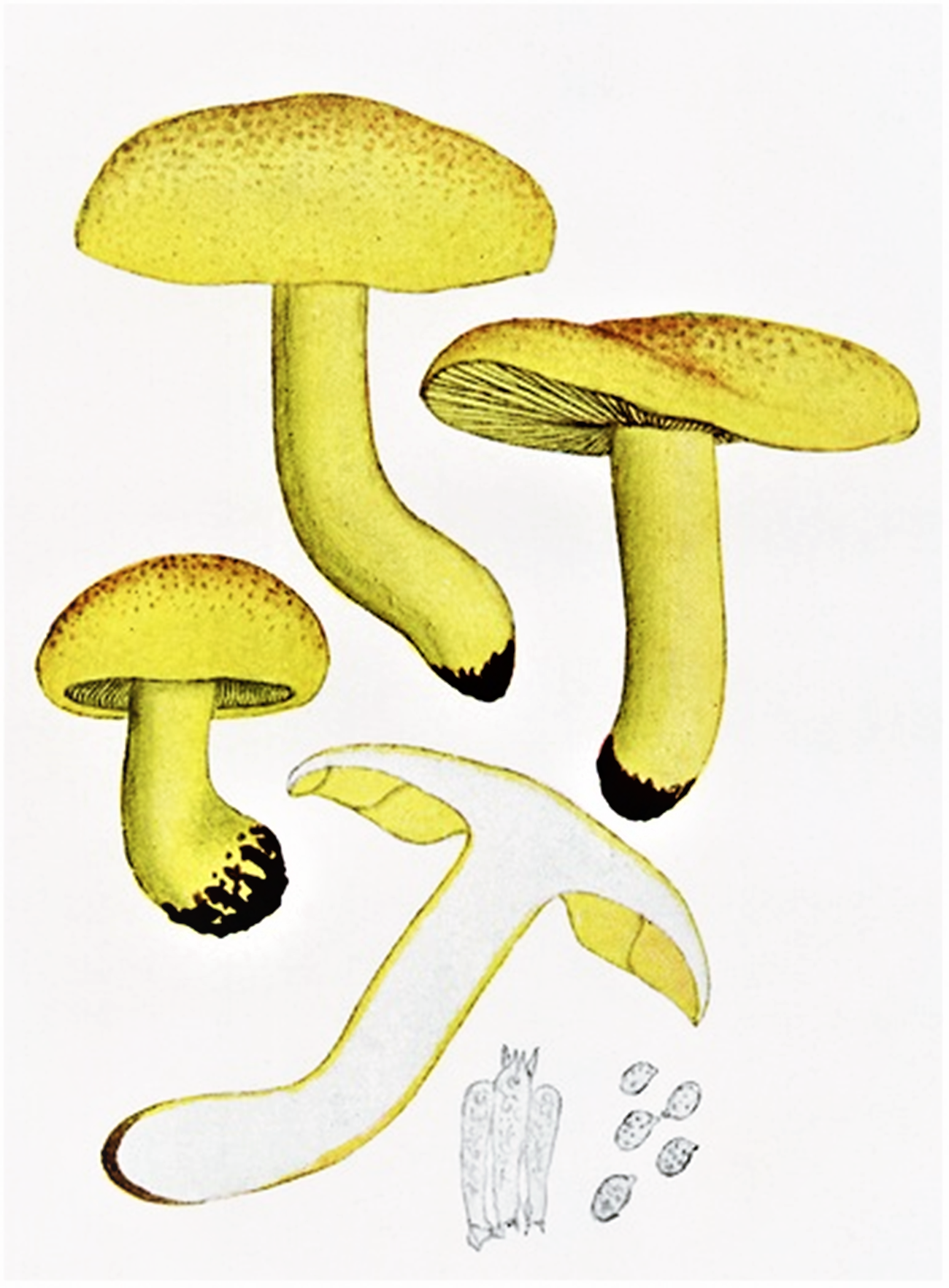
Bres.: T. equestre

- Pălăria: are un diametru între 5 și 12 cm, este destul de cărnoasă, la început boltită semisferic, devenind mai târziu convexă, apoi plată și îndoită, deseori bont cocoșată în centru. Marginile rămân pentru destul de lung timp răsucite spre interior. Suprafața cuticulei este netedă, uscată și mătăsoasă pe vreme uscată, iar lucioasă și unsuroasă la umezeală, fiind presărată de solzișori mici brun-verzui pe un fund galben ca lămâia sau galben-verzui până brun-verzui.
- Lamelele: sunt galbene ca lămâia sau ca sulful, destul de subțiri, ușor bombate cu lameluțe intercalate la margine și stau foarte dense.
- Piciorul: are o lungime de 5 la 10 cm și o lățime 0,8 până la 1,5 cm, este cilindric, ceva scorțos, plin, bombat la bază și în cele mai multe cazuri extrem adâncit în pământ. Nu prezintă o manșetă. Trunchiul este de aceiași culoare cu pălăria, dar la maturitate arată adesea tonuri brun-verzuie în partea de jos.
- Carnea: este cărnoasă și tare, de colorit alb până gălbui, sub cuticulă galben ca lămâia. Ciuperca are un miros fin de făină sau castraveți, gustul fiind plăcut și dulceag.
- Caracteristici microscopice: are spori slab elipsoidali, netezi și hialini (translucizi) sub microscop, cu o mărime de 6–8 × 4–5 microni. Pulberea lor este albă.[3][4]
- Reacții chimice: Carnea se colorează cu hidroxid de potasiu imediat roz.[5]

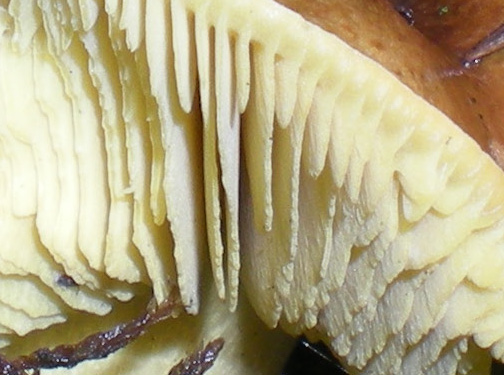
T. equestre, lamele
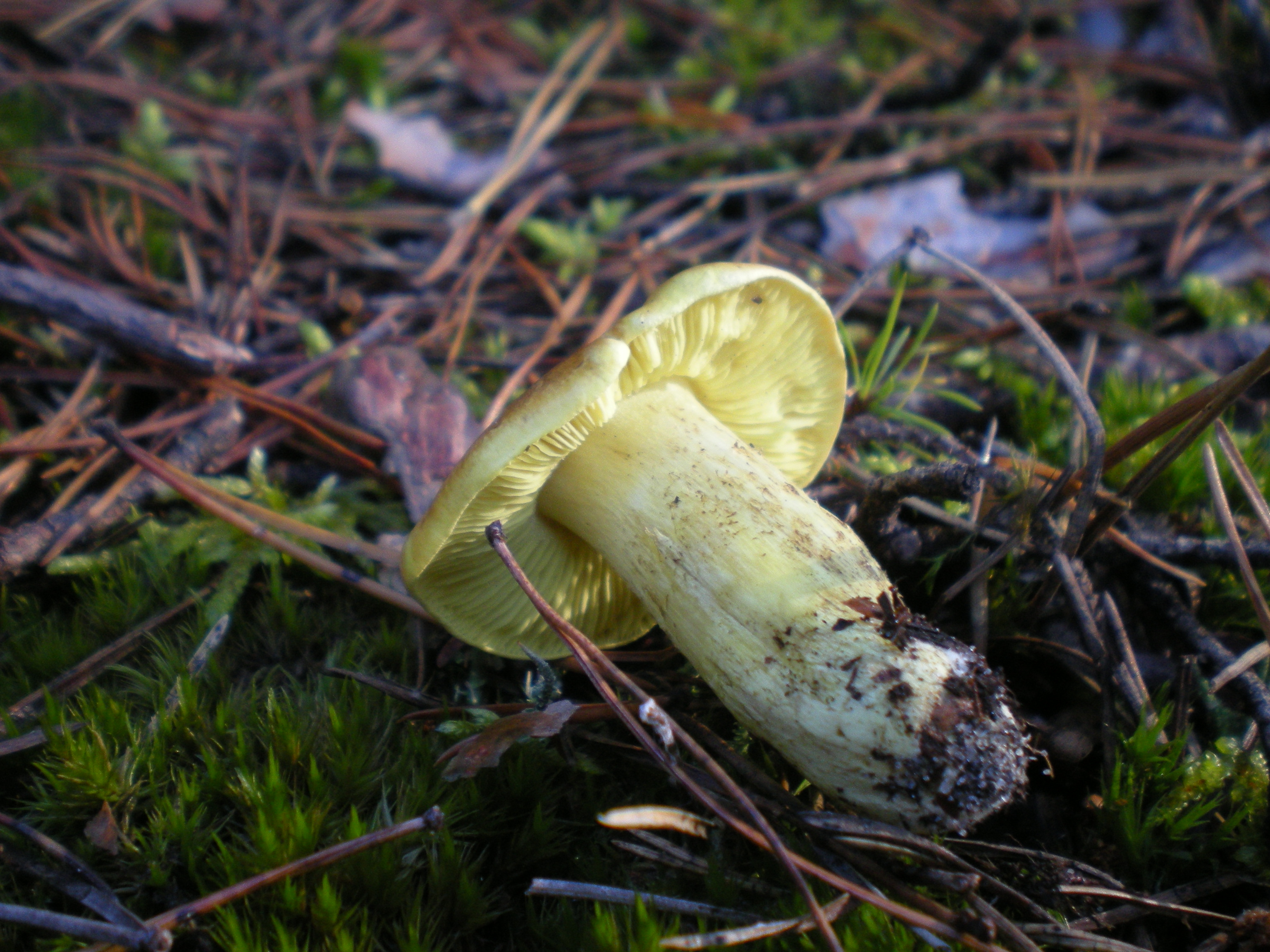
T. equestre, picior
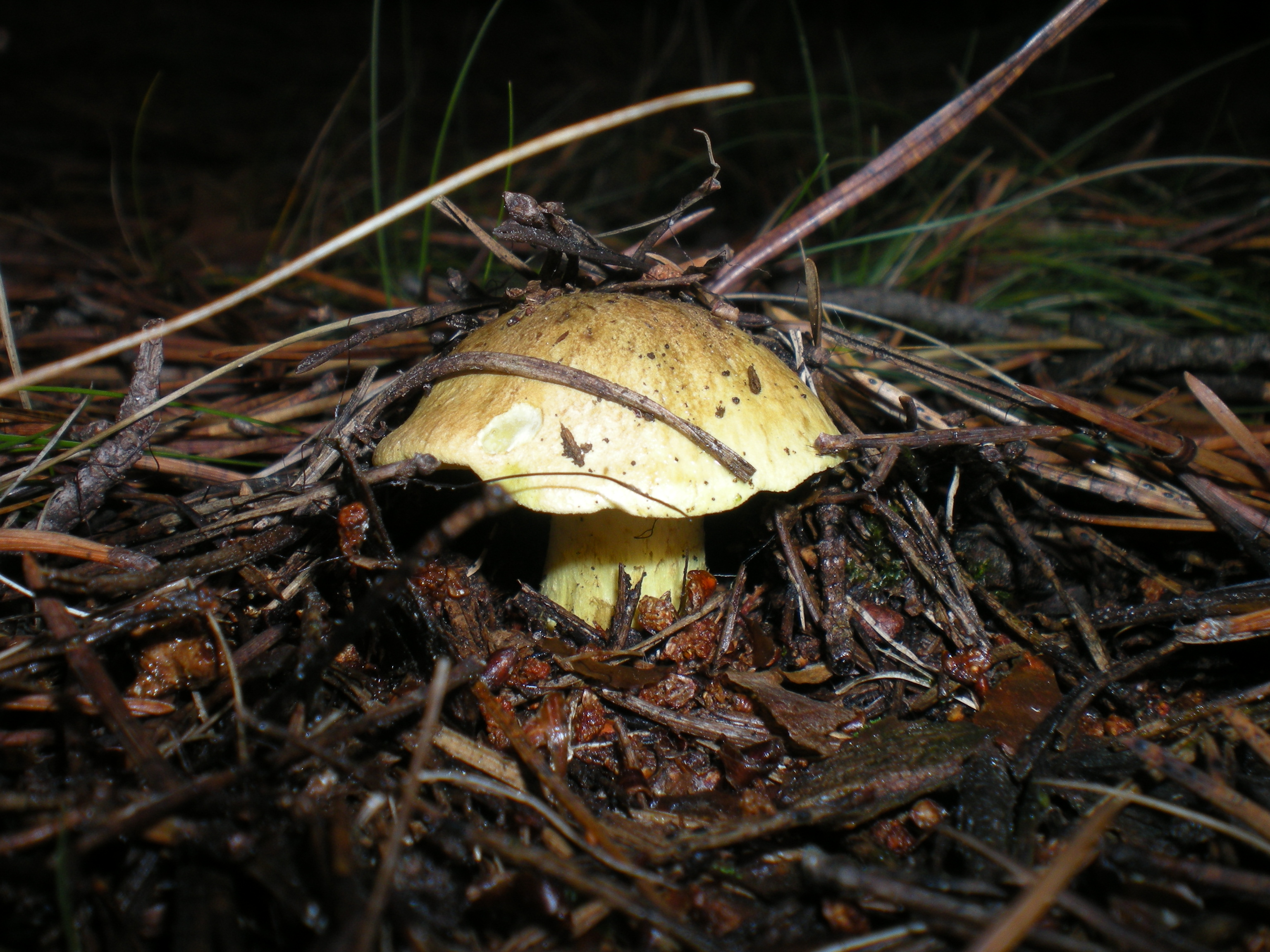
T. equestre tânăr
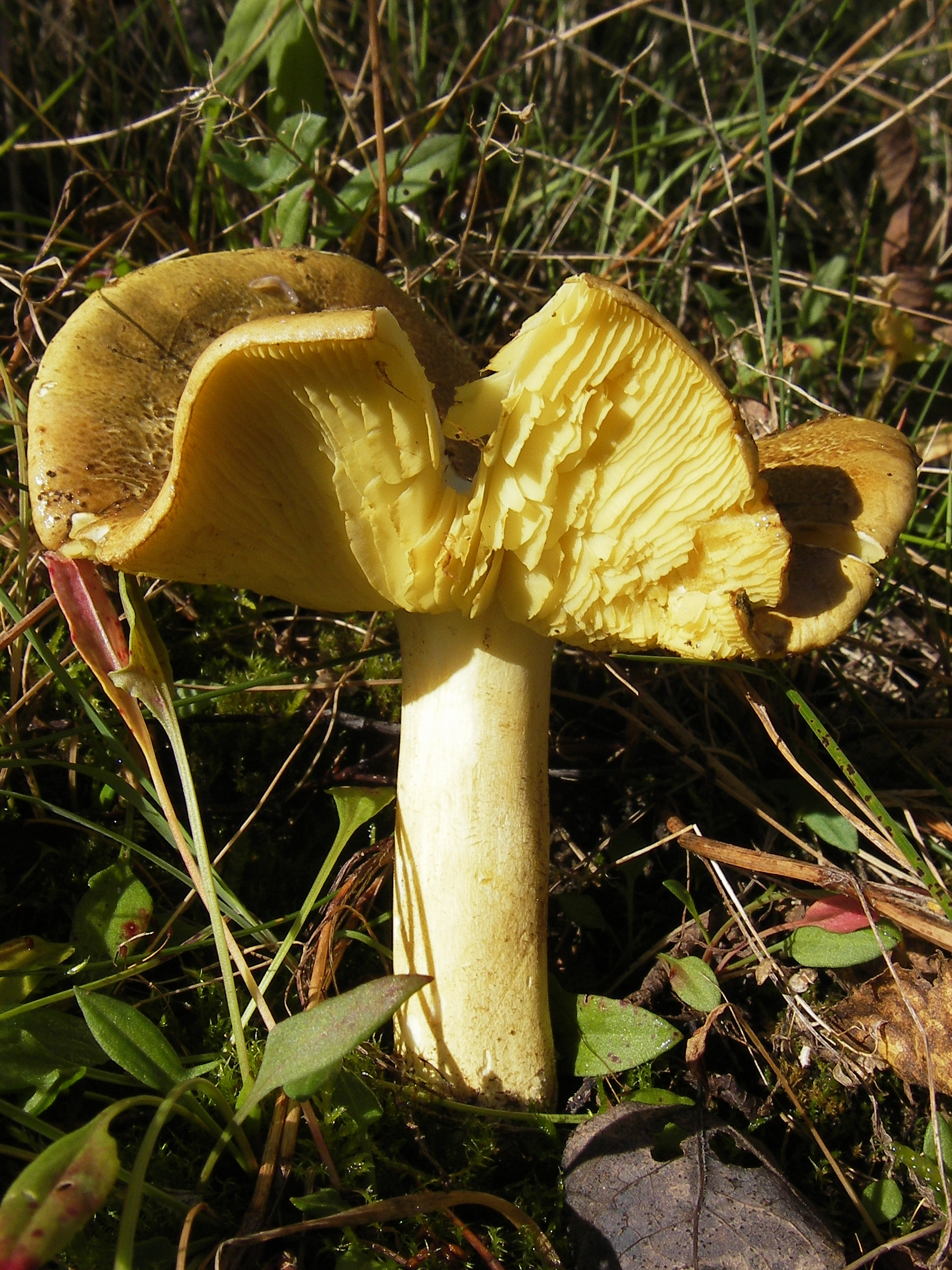
T. equestre bătrân

## Confuzii
Buretele călărețului poate fi confundată cu Cortinarius meinhardii sin. Cortinarius vitellinus (letal),  Cortinarius olidus (necomestibil), Cortinarius saginus (comestibil), Cortinarius splendens (posibil letal), Hypholoma capnoides (comestibil, saprofit, crescând pe bușteni în smoc, lamele albicioase până gri-violete, picior albicios, miros și gust plăcut), Hypholoma fasciculare (otrăvitor, saprofit, crescând pe bușteni în smoc, miros plăcut dar gust foarte amar), Lepista flaccida sin. Lepista inversa (comestibilă, cuticulă gălbuie până pal brun-gălbuie, lamele precum picior de colorit albicios până ocru și clar decurgătoare, miros și gust aromatic), Tricholoma aurantium (necomestibil, are cuticulă mai portocalie, lamele albe, picior șerpuit, miros de faină, dar gust amar), Tricholoma bufonium (otrăvitor), Tricholoma inamoenum (necomestibil, cuticulă alb-murdară, lamele și picior albicios), Tricholomopsis decora (comestibilă dar inferioară, cu solzișori măslinii pe fund galben, carne destul de dură și fibroasă, gust imperceptibil),Tricholoma sejunctum (necomestibil, dezvoltă fibre radiale mai închise pe pălărie, lamele mai late, distanțate, alb-gălbuie, miros de făină, gust destul de amar), Tricholoma sulphureum (otrăvitor, miros puternic de sulf, acid butiric respectiv gaz natural, gust făinos-rânced și foarte amar), sau chiar și cu Kuehneromyces mutabilis (comestibil).

## Specii asemănătoare

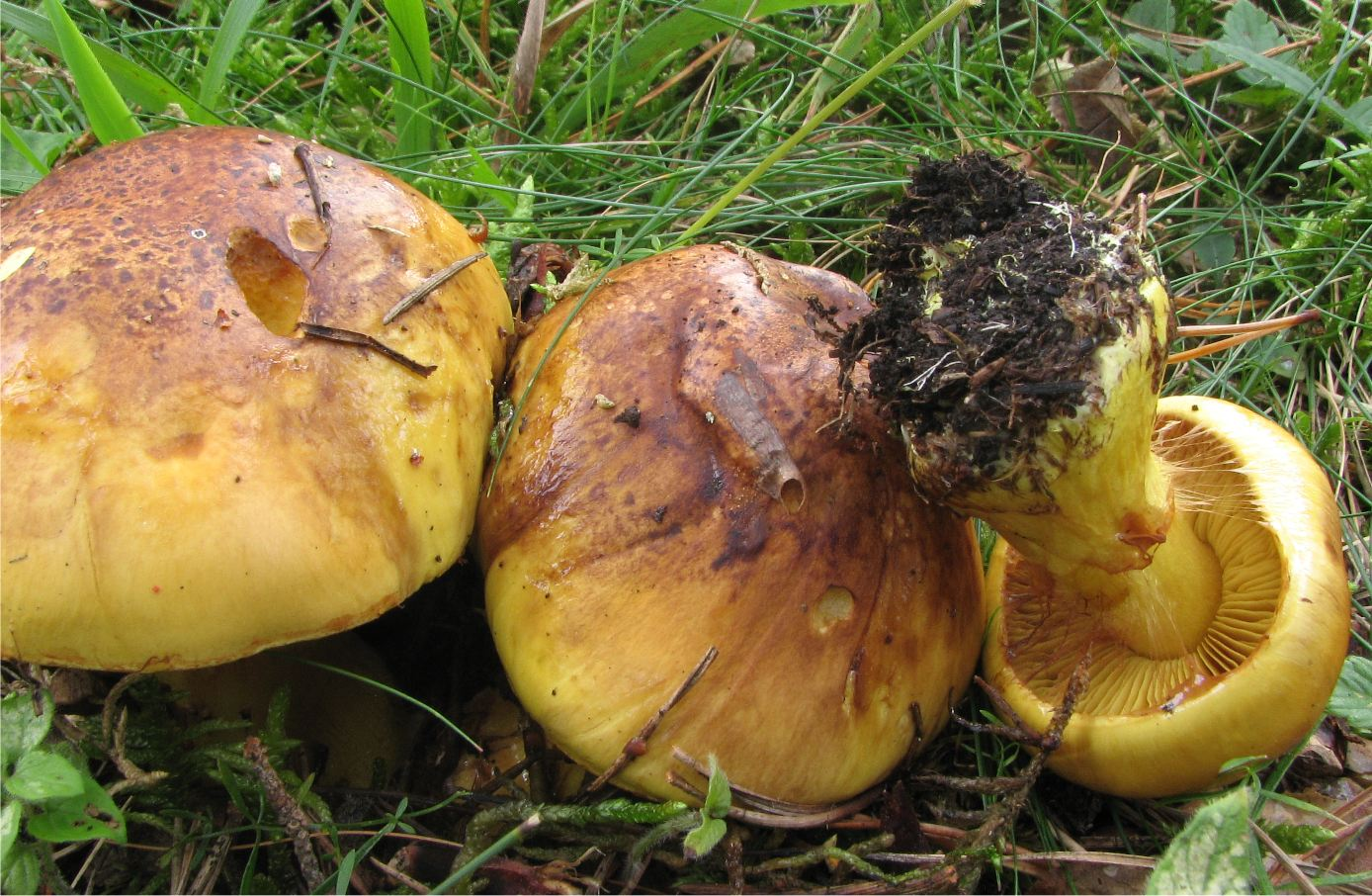
!!!Cortinarius meinhardii!!!
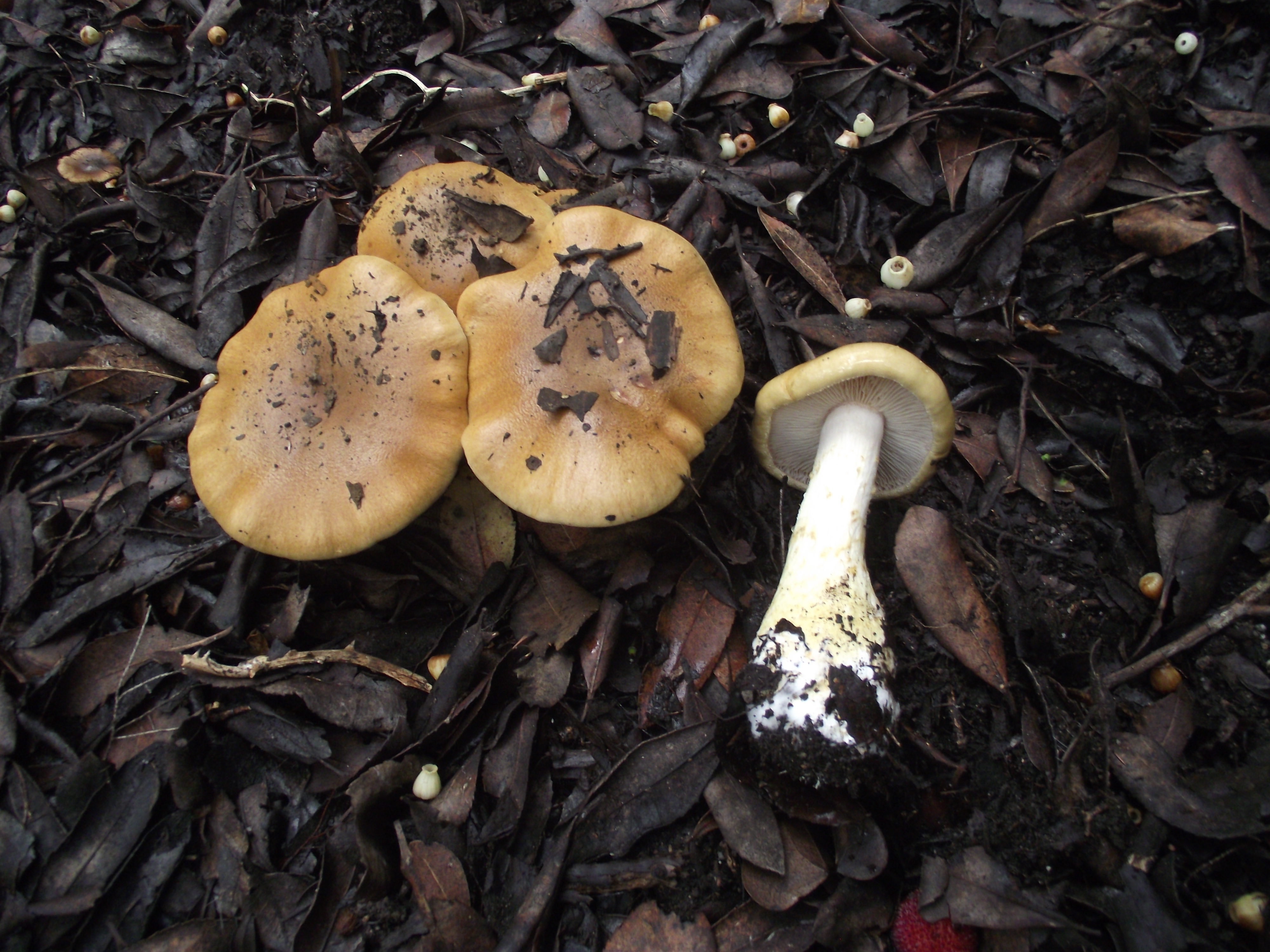
!Cortinarius olidus!
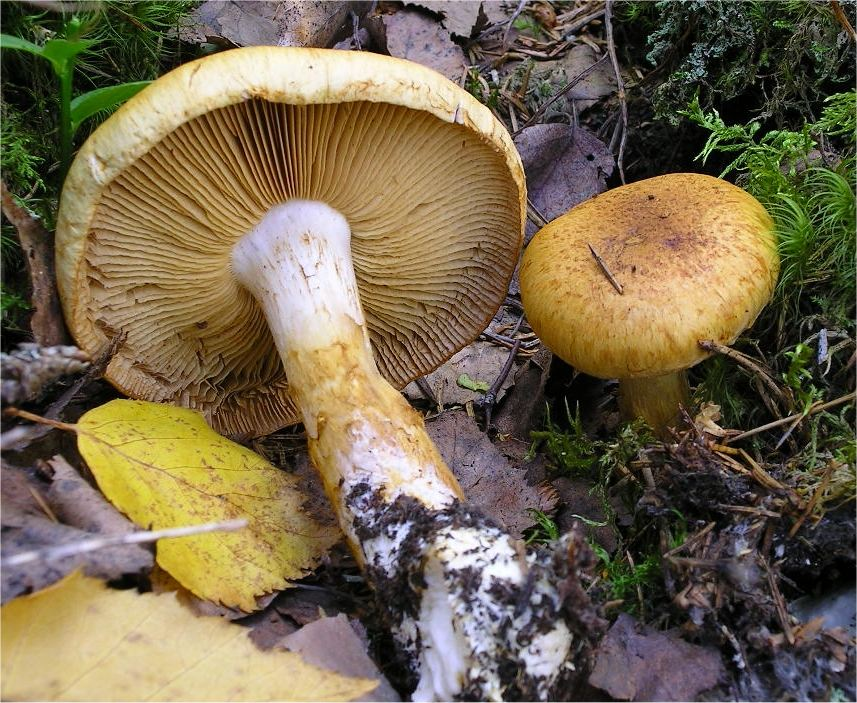
Cortinarius saginus
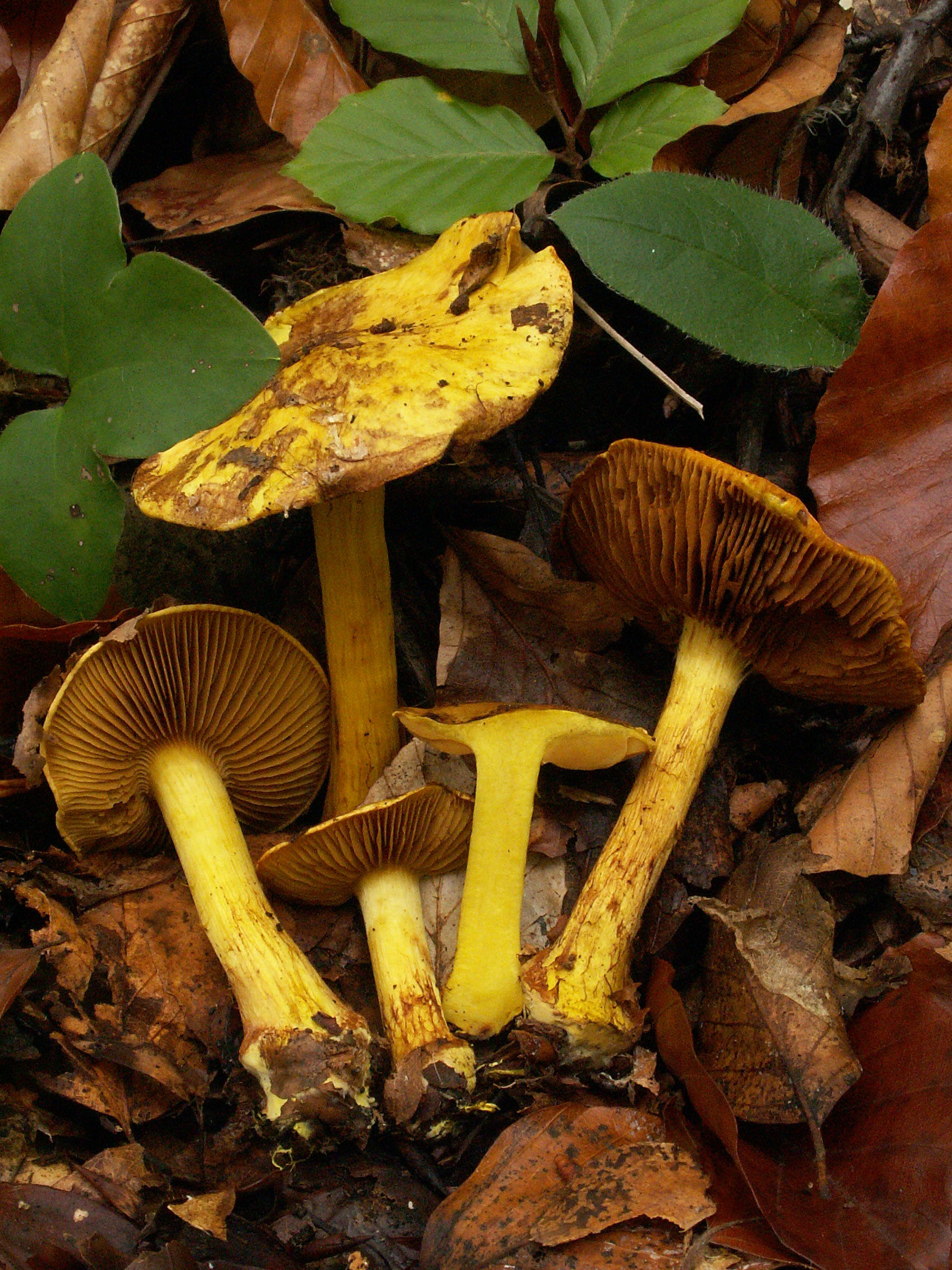
!!Cortinarius splendens!!
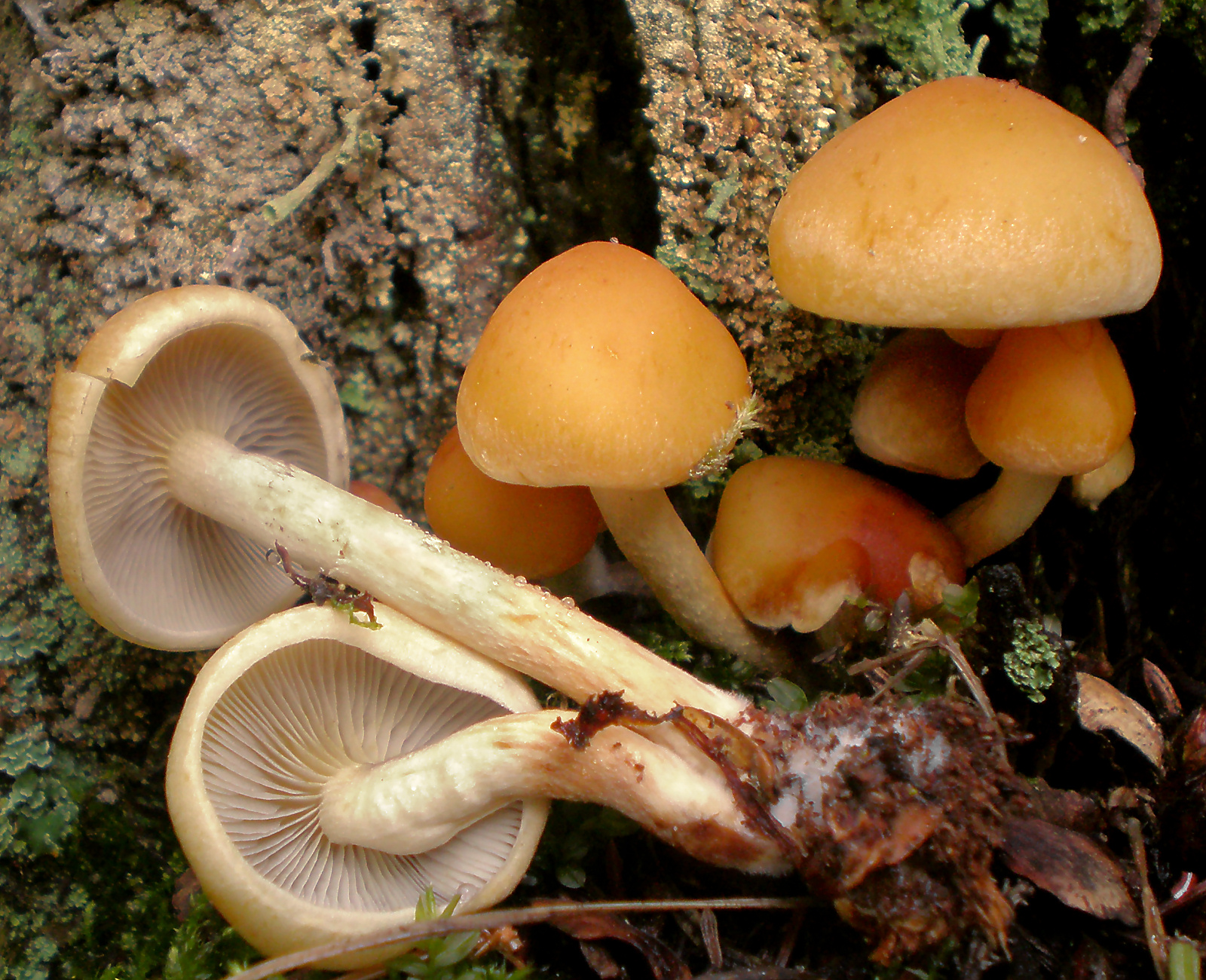
Hypholoma capnoides

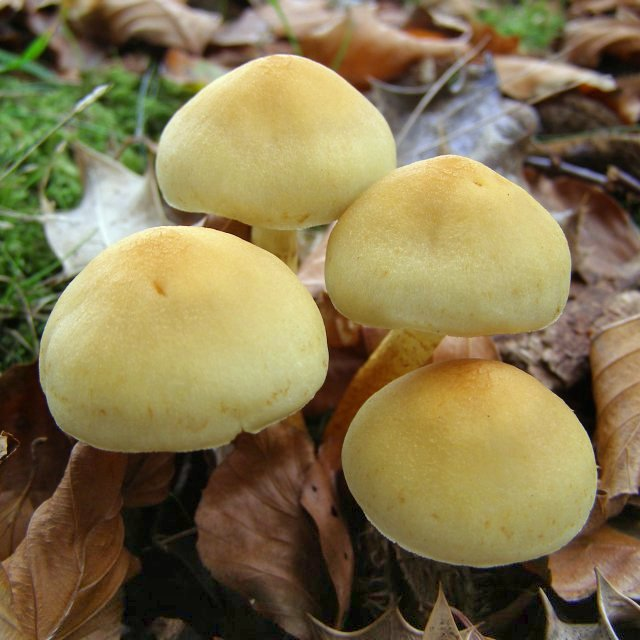
!!Hypholoma fasciculare!!
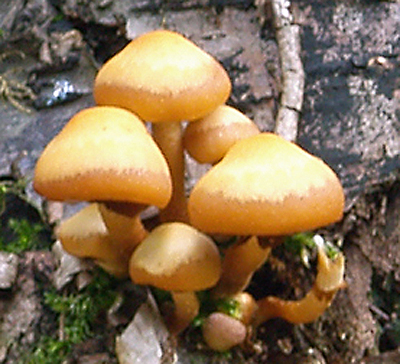
Kuehneromyces mutabilis
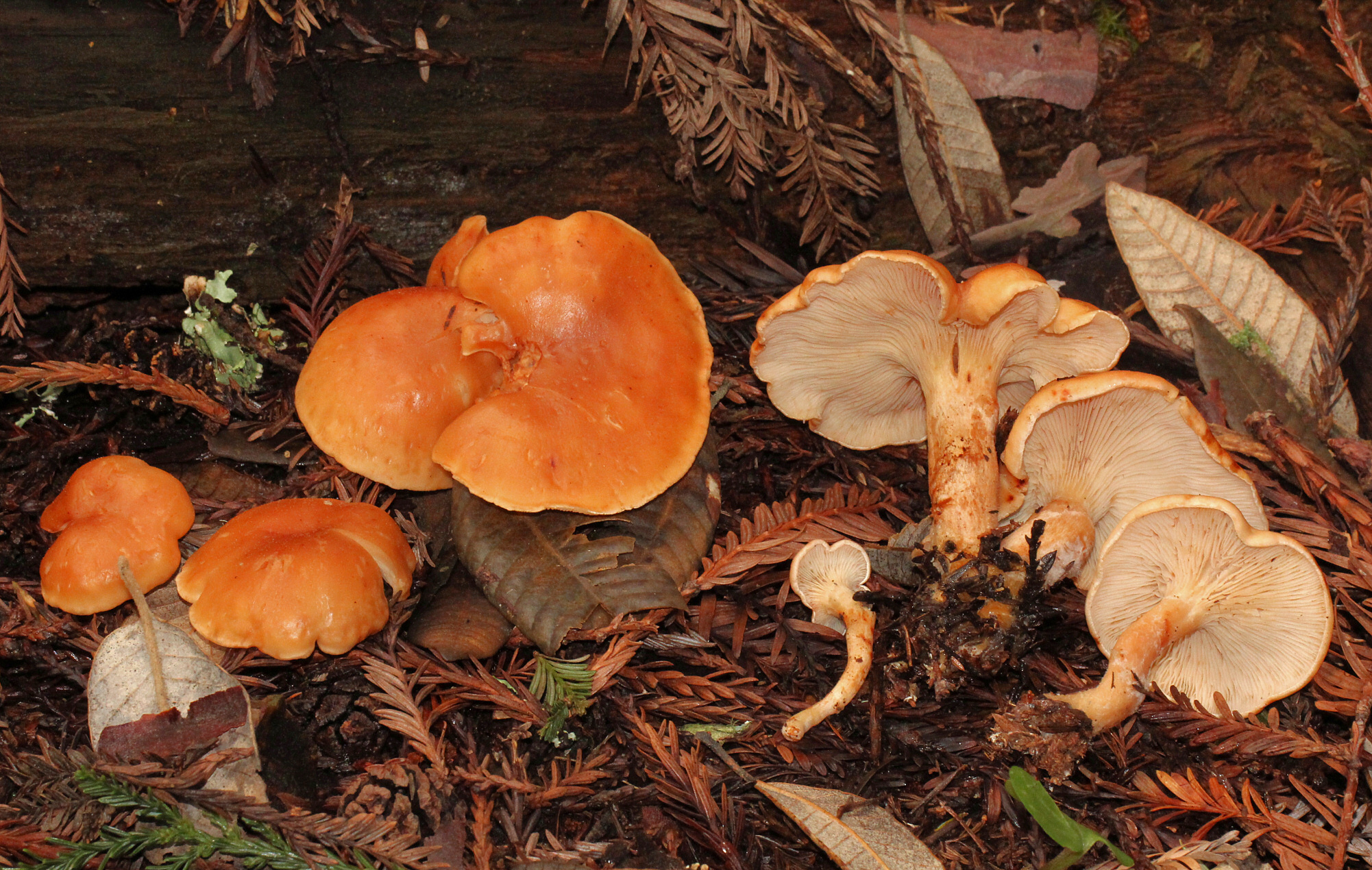
Lepista flaccida
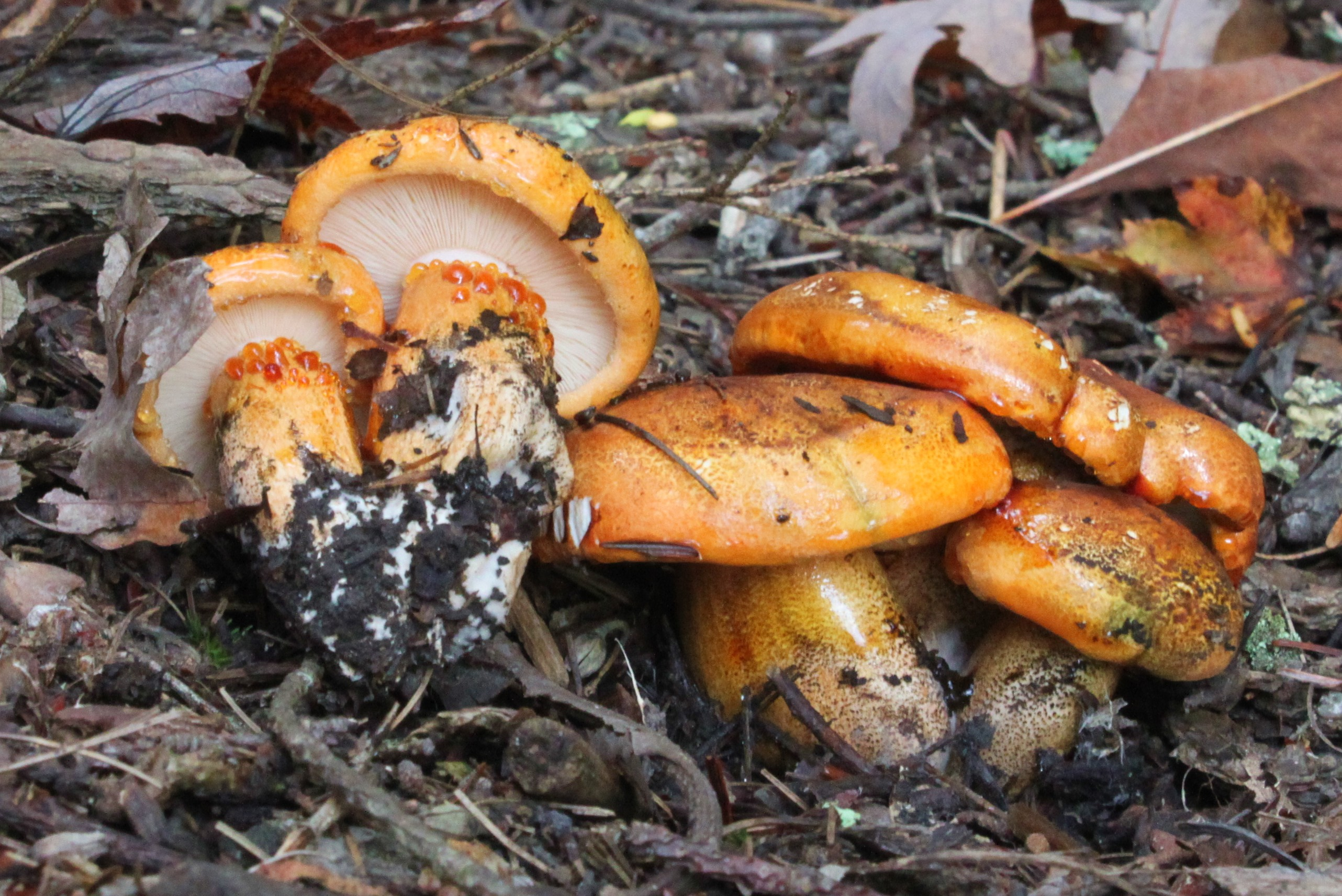
!Tricholoma aurantium!
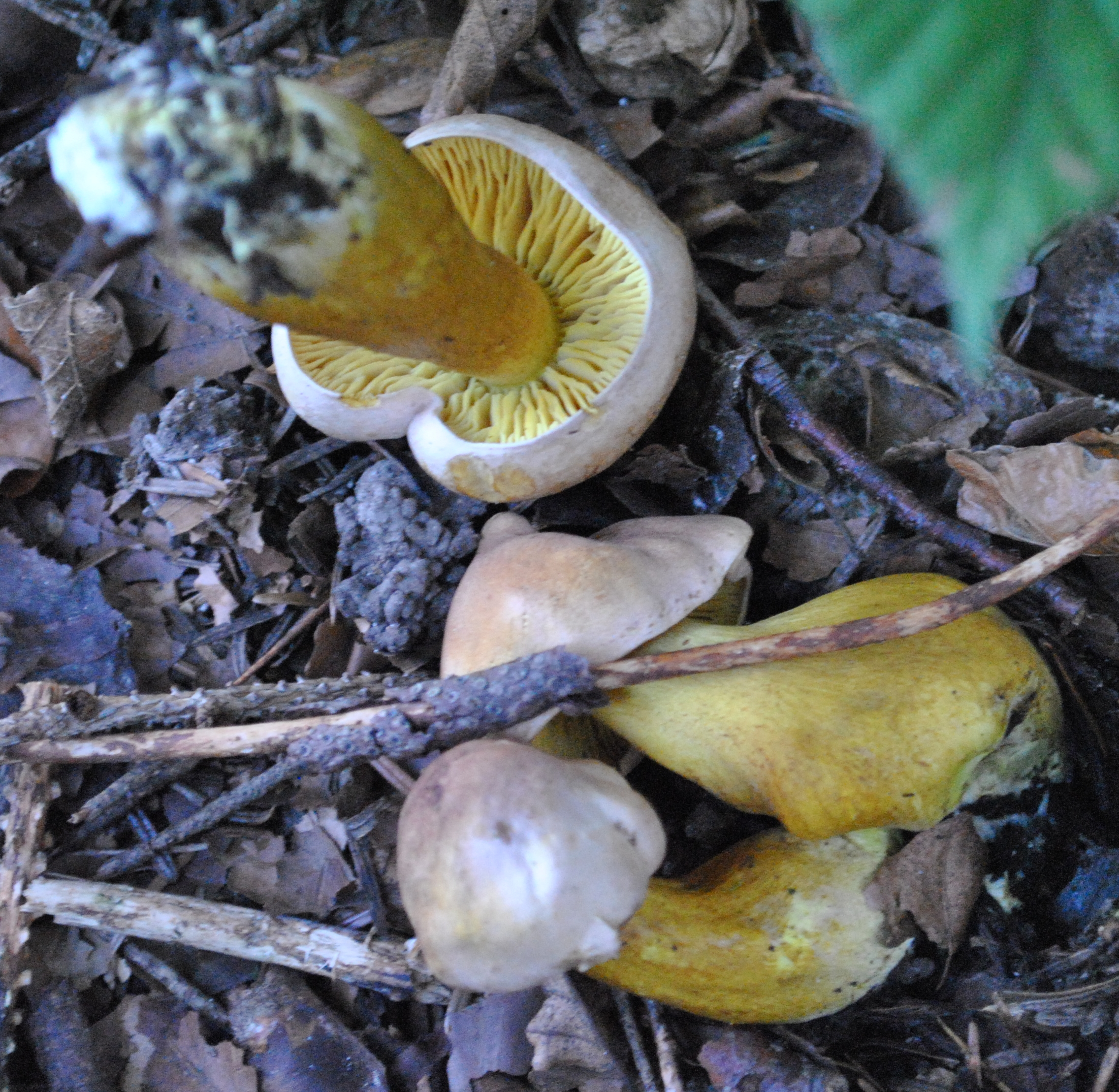
!!Tricholoma bufonium!!

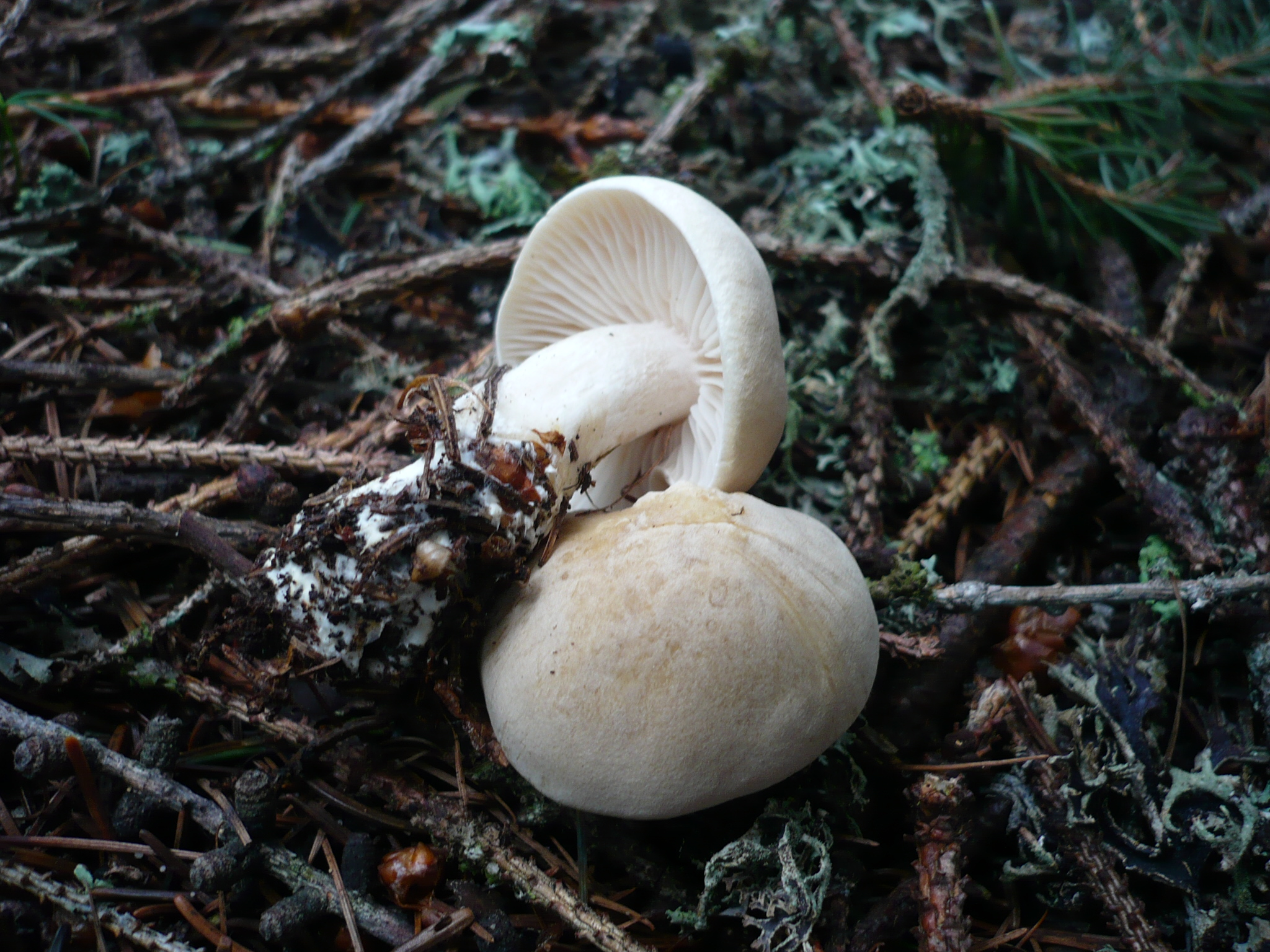
!Tricholoma inamoenum!
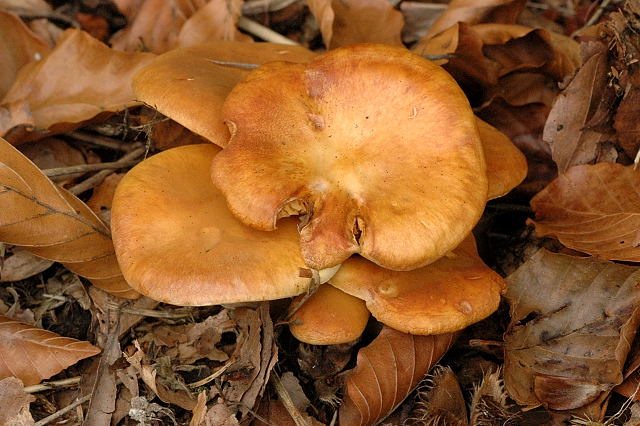
!Tricholoma.sejunctum!
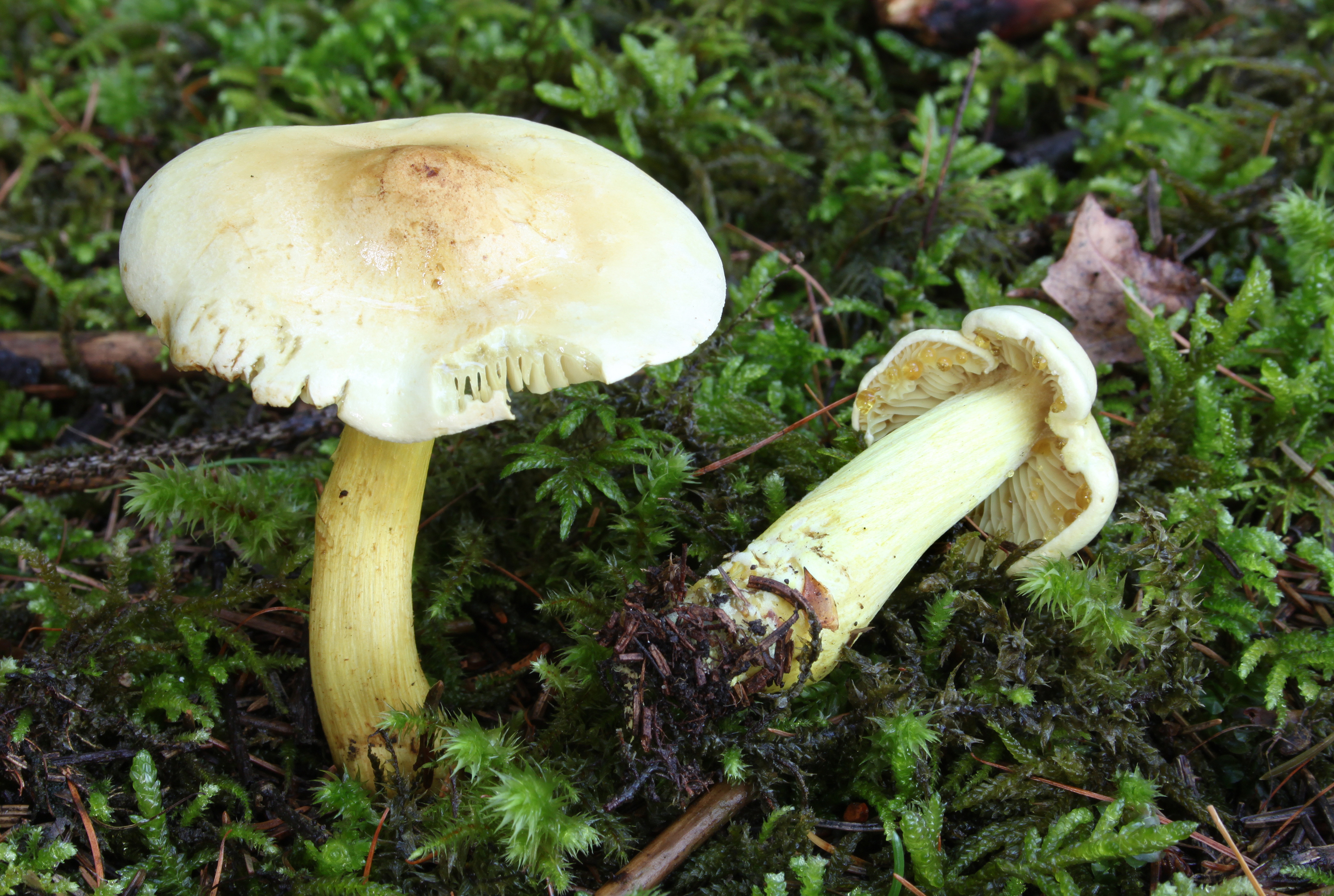
!!Tricholoma sulphureum!!
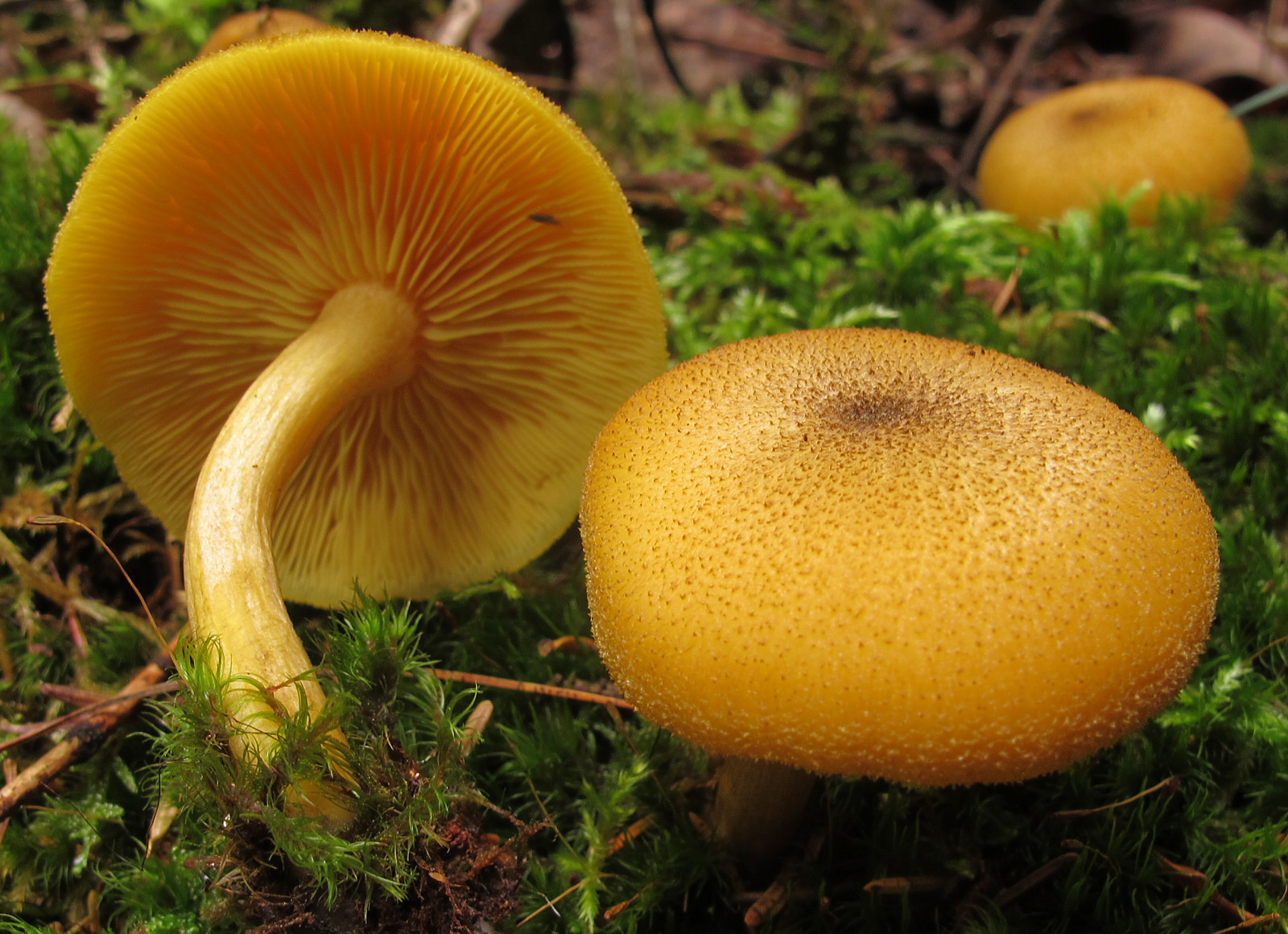
Tricholomopsis decora

## Burete comestibil sau toxic?

Acidul Cycloprop-2-ene carboxylic

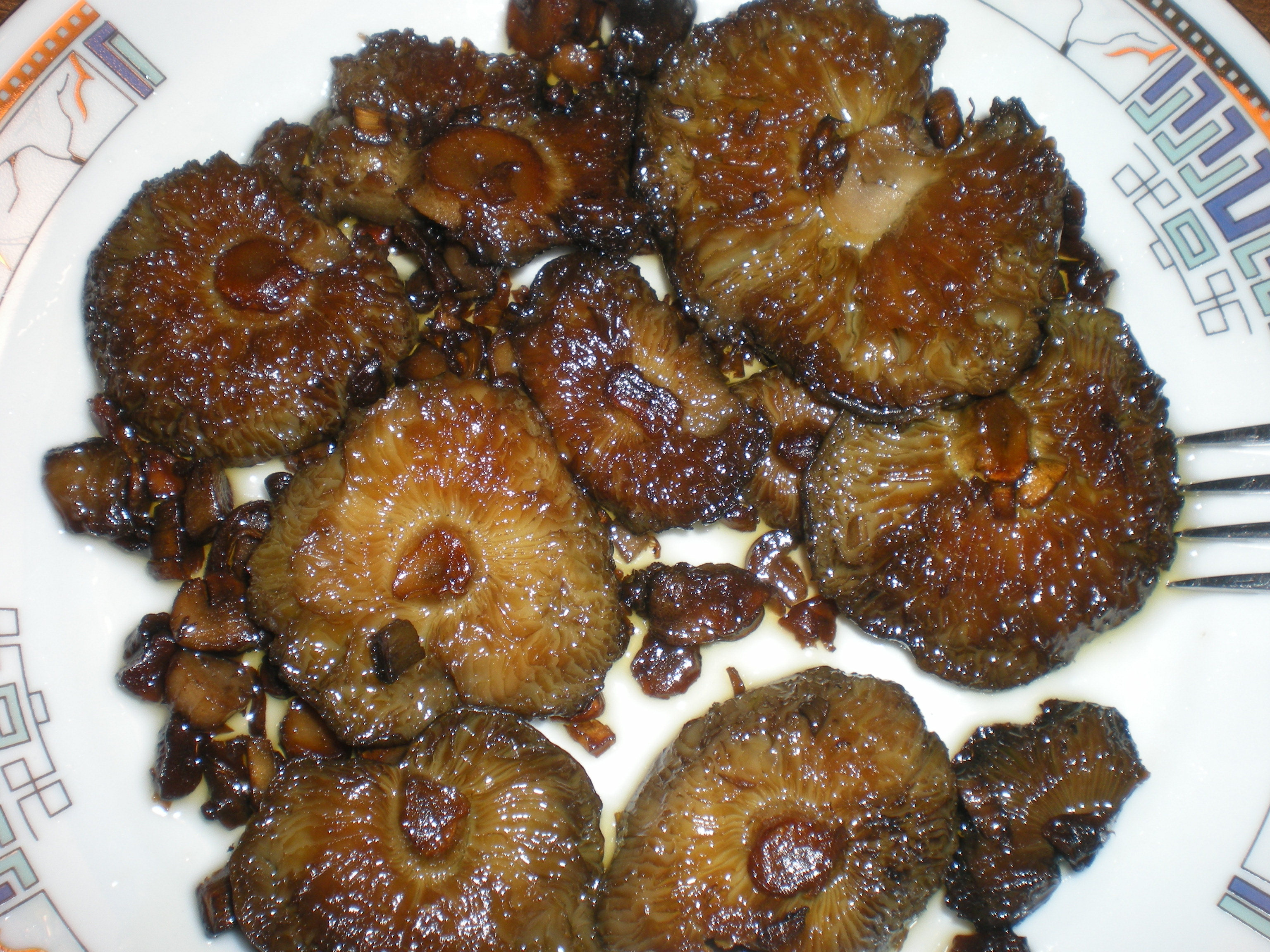
T. equestre prăjiți

Această ciupercă foarte savuroasă este culeasă și ingerată in multe țâri europene, în special din estul și nord-estul continentului (Suedia, Finlanda, Polonia, Rusia), probabil și în România, fără efecte negative. Mai departe este văzută comestibilă, de persoane sau organizații cu referințe și este vândut oficial ca substrat cu miceliu până în prezent.
O studie franceză din anul 2001 însă a dovedit (Pentru o perioadă din 1992 până 2000!), că buretele călărețului a provocat o rabdomioliză la anumite persoane după ingerarea lui peste măsură în cantități mari și/sau pe mai multe zile în șir, cu rezultatul de 12 îmbolnăviți, din care 3 au murit. S-a găsit o moleculă de hidrocarbură, acidul Cycloprop-2-ene carboxylic acid (C4H4O2) care ar putea fi răspunzător pentru efectul negativ.
Este clar, că consumul exagerat a ciupercii poate să fie dăunător (dar de asemenea de exemplu 20 g de nucșoară). Însă următoarele puncte deschise încă nu sunt clarificate: predispoziția individuală, predispoziția genetică, conținut toxic diferit depinzând de regiune.
| - Până la clarificarea finală, această ciupercă trebuie clasificată în acest articol sub termenul „ciupercă otrăvitoare”. - Nu mâncați niciodată bureți de genul Tricholoma iuți și/sau amari pentru că provoacă mereu tulburări gastrointestinale, parțial foarte severe. |

## Bibiliografie
- Marcel Bon: “Pareys Buch der Pilze”, Editura Kosmos, Halberstadt 2012, ISBN 978-3-440-13447-4
- Bruno Cetto: „Der große Pilzführer”, vol. 1-3, vezi sub "Note"
- H. Clémençon: „Pilze im Wandel der Jahreszeiten”, vol. 1 și 2, Editura Éditions Piantanida, Lausanne 1981
- Rose Marie și Sabine Maria Dähncke: „Pilze”, Editura Silva, Zürich 1986
- Jean-Louis Lamaison & Jean-Marie Polese: „Der große Pilzatlas“, Editura Tandem Verlag GmbH, Potsdam 2012, ISBN 978-3-8427-0483-1
- J. E. și M. Lange: „BLV Bestimmungsbuch - Pilze”, Editura BLV Verlagsgesellschaft, München, Berna Viena 1977, ISBN 3-405-11568-2
- Hans E. Laux: „Der große Pilzführer, Editura Kosmos, Halberstadt 2001, ISBN 978-3-440-14530-2
- Till E. Lohmeyer & Ute Künkele: „Pilze – bestimmen und sammeln”, Editura Parragon Books Ltd., Bath 2014, ISBN 978-1-4454-8404-4
- Meinhard Michael Moser: „Röhrlinge und Blätterpilze - Kleine Kryptogamenflora Mitteleuropas” ediția a 5-ea, vol. 2, Editura Gustav Fischer, Stuttgart 1983